# Love Life Peace
Love Life Peace è il quarto album in studio del cantante italiano Raphael Gualazzi, pubblicato il 22 settembre 2016 dalla Sugar.

## Descrizione
Il disco, prodotto e arrangiato da Matteo Buzzanca, è stato pubblicato dopo l'uscita del singolo L'estate di John Wayne, presente nell'album. Contiene anche il brano Pinzipo, parte della colonna sonora della fiction Rai Tutto può succedere.
Nel brano Buena fortuna Gualazzi duetta con Malika Ayane.

## Tracce
1. All Alone – 4:00
2. L'estate di John Wayne – 3:23
3. Mondello Beach – 3:07
4. Say I Do – 3:30
5. Buena fortuna (feat. Malika Ayane) – 3:10
6. Lotta Things – 3:24
7. Quel che sai di me – 4:34
8. Right to the Dawn – 4:06
9. Splende il mattino – 3:14
10. Figli del vento – 3:10
11. Disco Ball – 3:05
12. Love Life Peace – 3:36
13. Pinzipo (Bonus Track) – 3:18

## Classifiche
| Classifica (2016) | Posizione massima |
| ----------------- | ----------------- |
| Italia            | 4                 |